# Distretto di Baabda
Il distretto di Baabda (in arabo بعبدا ‎?, Baʿabda) è un distretto del Libano, che fa parte del governatorato del Monte Libano. Il capoluogo del distretto è Baʿabda.
Il distretto di Baabda comprende la periferia sud di Beirut, dove, a causa di una successione di migrazioni delle popolazioni rurali alla città, si è sviluppata la più grande concentrazione di popolazione nel paese che raggiunge circa un milione di persone. Questo ha comportato che nel distretto si siano sviluppate molte attività economiche.
Nel distretto è inoltre presente un gran numero di istituzioni ufficiali e ministeri, nonché la città universitaria che raccoglie tutte le facoltà dell'Università Nazionale Libanese.
Il distretto di Baabda comprende 45 comuni, fra queste le più importanti sono:
- Kfarshima
- Hammana
- Chiyah
- Ras el Matn